# Deroplatyinae
Deroplatyinae es una subfamilia de insectos mantodeos de la familia Mantidae.

## Géneros
- Brancsikia
- Deroplatys